# Cabillus tongarevae
Cabillus tongarevae är en fiskart som först beskrevs av Fowler 1927.  Cabillus tongarevae ingår i släktet Cabillus och familjen smörbultsfiskar. Inga underarter finns listade.